# Jani Modig
Jani Modig (Kitee, 8 febbraio 1981) è un ex giocatore di calcio a 5 ed ex calciatore finlandese, di ruolo centrocampista.

## Carriera

### Club
Modig giocò con la maglia dello Honka, prima di passare allo Jokerit. Successivamente, vestì le maglie di Salamat e PK-35. Giocò poi per l'Atlantis, prima di essere ingaggiato dai norvegesi dell'Asker. Nel 2009 tornò in Finlandia, al Viikingit. Nel 2012, fu in forza al BK-46.

### Nazionale
Gioca per la Nazionale di calcio a 5 della Finlandia.